# Джут
Джуте или Джите (японски: 十手) буквално се превежда „десет ръце“. Има се в предвид, че оръжието има силата на десет ръце. Това оръжие се използва широко от полицаи и други служители на реда (наречени okapiki или doshin) през Едо периода в Япония. В днешно време джутото е основното оръжие в японското бойно изкуство джутджуцо (juttejutsu).

## Дизайн и техники
Днешният джут е дълъг около 45 см. Липсва острие и има само един издатък, дълъг около 5 см и започващ малко над дръжката, сочейки към върха на оръжието. Много хора погрешно смятат, че този издатък служи за улавяне на меча. Това наистина е възможно, но улавянето на меча толкова близо до ръката би било опасно. При битка издатъкът служи най-вече за защита, предпазвайки притежателя му от ударите на меча. Често срещано е и използването на джут като кука, с която се закачат части от дрехите или тялото на опонента като например нос, уши или уста. Също се използва и за удар с връхната част по слаби точки по тялото на опонента.
Джутът, както и много други къси пръчки и бастуни, може да се използва за удар по по-големите групи мускули, нанасяйки щети, водещи до болка и схващания на мускулите.

## История
Смята се, че оригиналната форма на джут е била създадена от легендарния създател на мечове Масамуне, макар че някои смятат, че не той, а баща му, Мансинай, е създал оръжието. Тогава оръжието следвало своето име „десет ръце“ и имало толкова издатъка, а не само един, както е сега. Оръжието се носело с една ръка, а в битка се използвало за улавяне на меча на противника и евентуалното му убиване. Дизайнът на оръжието донякъде е заимстван от сай, което е направено на остров Окинава, а някои смята, че джутът съществувал първи и повлиял за създаването на сай.

## Варианти
Друг вариант на оръжието е наречен marohoshi или още познат като джут marohoshi, който е по-къс и има острие. Втора версия е т.нар. сай. Разликата е само, че сай има два издатъка, а не един. Сай също напомня тризъбец с по-малка дръжка и по-малки странични шипове.